# Alessandro Mattei
Alessandro Mattei (20 de fevereiro de 1744 - 20 de abril de 1820) foi um cardeal italiano, decano do Colégio dos Cardeais.

## Biografia
Era o mais velho dos quatro filhos do príncipe Girolamo Mattei, duque de Giove, e sua segunda mulher, Maria Caterina Altieri. Era seu irmão o cardeal Lorenzo Girolamo Mattei. Ele começou sua carreira eclesiástica muito jovem entrando Seminário Romano em 1754, terminando os seus estudos em 1762 com a defesa pública de sua tese, mais tarde, estudou na Universidade La Sapienza, de Roma, oonde obteve o doutorado utroque iure, em direito canônico e direito civil, em 30 de junho de 1768.
Recebeu do Papa Bento XIV o priorado de S. Maria em Abbatissis e da abadia de S. Croce di Sassoferrato em 1758. Cânon do capítulo da Basílica Patriarcal Vaticana em 15 de novembro de 1766. Nomeado monsenhor supranumerário camareiro de Sua Santidade, em agosto de 1767. Foi diácono da Capela Pontifícia.

## Vida religiosa
Ordenado padre em 27 de fevereiro de 1768, entrou na prelazia romana como prelado doméstico de Sua Santidade em 13 de julho de 1768, e depois, em 21 de julho de 1768, como referendário dos Tribunais da Assinatura Apostólica da Justiça e da Graça.
Eleito arcebispo de Ferrara em 17 de fevereiro de 1777, sendo consagrado em 23 de fevereiro, na igreja de S. Maria in Aracoeli, Roma, pelo Cardeal Bernardino Giraud, o ex-arcebispo de Ferrara, assistido por Marcantonio Conti, arcebispo titular de Damasco, e por Giuseppe Maria Carafa, bispo de Mileto.
Criado cardeal in pectore no consistório de 12 de julho de 1779, foi publicado no consistório de 22 de maio de 1782 celebrado em Ferrara. Recebeu o barrete cardinalício e o título de Santa Balbina no consistório celebrado em Imola em 27 de maio de 1782. Ele celebrou um sínodo diocesano, em Ferrara em 5-7 de junho de 1781. Passa para o título de Santa Maria em Ara Coeli em 3 de abril de 1786.

### Revolução na França
Em 20 de janeiro de 1791, ele escreveu uma carta pastoral dirigida ao clero e aos fiéis da diocese com referência aos acontecimentos da Revolução que ocorria na França, nunca explicitamente nomeado, ele defendeu a prática e os princípios da religião católica, em particular o celibato dos sacerdotes, a comunhão frequente e a primazia do papa. Neste período, recebeu em Ferrara um grande número de sacerdotes emigrantes da França, que não queriam jurar lealdade à Constituição Civil do Clero emitida na Revolução, mas ao mesmo tempo, submeteu-a a um monitoramento cuidadoso. O exército francês ocupou Ferrara em 22 de junho de 1796; no dia seguinte, com uma trégua entre a Santa Sé e Napoleão Bonaparte, Ferrara foi colocada sob o controle francês. Depois da ocupação efêmera, os franceses pressionados pelas tropas austríacas do general Dagobert Sigmund von Wurmser, Ferrara é recuperado em agosto, o legado a latere Cardeal Francesco Maria Pignatelli e Cardeal Mattei assumiram, temporariamente, em agosto de 1796, o governo da cidade e da província restabelecendo a autoridade papal.

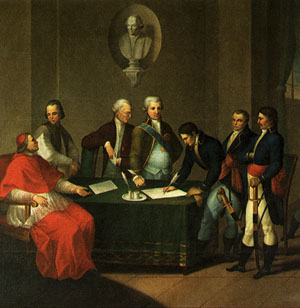
O cardeal Mattei na assinatura do Tratado de Tolentino.

Chamado por Bonaparte em 19 de agosto de 1796 para seu quartel-general em Brescia pela sua tentativa de restabelecer o governo papal em Ferrara, o cardeal foi duramente tratado por Bonaparte e preso, foi relegado para Milão como refém, e mais tarde para Brescia novamente. Foi libertado em 30 de outubro de 1796, autorizado a voltar para Ferrara, permanecendo nas mãos dos franceses. No mesmo mês, Ferrara passou a fazer parte da recém-criada Repubblica Cispadana, que em 29 de junho de 1797, tornou-se o Repubblica Cisalpina. Napoleão viu Cardeal Mattei novamente em Ferrara em outubro de 1796 e contratou-o para obter do Papa Pio VI o início das negociações de paz. Cardeal Mattei chegou a Roma em 27 de outubro de 1796, mas a proposta de Bonaparte não foi levado em consideração pelo secretário de Estado, Cardeal Ignazio Busca, que, de acordo com a Congregação do Estado, optou pelo caminho da procrastinação. As consequências não tardaram a vir: em fevereiro de 1797, o exército francês cruzou a fronteira, rumo a Roma. Escolhido pelo papa para negociar, o cardeal teve de assinar o desastroso Tratado de Tolentino em 19 de fevereiro de 1797; por este tratado, a Santa Sé abandonou as Legações e Avinhão, o cardeal voltou para Ferrara e teve que renunciar seu posto por ter se recusado para fazer o juramento da República Cisalpina.
Passa para a ordem de cardeais-bispos e assume a sé suburbicária de Palestrina em 2 de abril de 1800, mantendo a administração da Sé de Ferrara até 24 de agosto de 1807. Em setembro de 1804, ele celebrou um sínodo da diocese de Palestrina, em que os atos foram impressos em Roma e no mesmo ano, nomeado examinador dos bispos em teologia antes de 22 de junho de 1805. Nomeado protetor dos Capuchinhos antes de 25 de julho de 1807. Passa para a sé suburbicária de Porto e Santa Rufina em 27 de março de 1809. Depois que os franceses ocuparam Roma, foi nomeado pró-datário em 26 de março de 1808.
Expulso de Roma em 10 de junho de 1809 por ordem das autoridades francesas como uma represália pela postagem da bula de excomunhão contra o imperador Napoleão, ele foi exilado para Bolonha, e depois para Paris, por ordem imperial, onde chegou no mês seguinte de novembro, recusando-se a estar presente no casamento de Napoleão com a arquiduquesa Maria Luísa de Áustria em 12 de abril de 1810 e por isso foi proibido por Napoleão de vestir o hábito cardinalício purpurado e se tornou um dos treze cardeais "negros". Ele foi relegado para Rethel (Ardenas), por ordem do imperador. Ele permaneceu lá junto com o cardeal Pignatelli, até a assinatura da Concordata de Fontainebleau pelo Papa Pio VII em 25 de janeiro de 1813. Reunido com o papa, ele foi novamente exilado em 27 de janeiro de 1814. Libertado por ordem do governo provisório em 2 de abril de 1814, voltou com o papa, que estava a caminho de Roma, em maio de 1814. Entrou na Cidade Eterna com o pontífice em 24 de maio de 1814. Em 26 de setembro de 1814, assume a suburbicária de Ostia–Velletri, sé do decano do Sacro Colégio dos Cardeais. Fez sua entrada solene em Velletri em 5 de outubro. Em junho de 1817, celebrou um sínodo diocesano cujos atos foram publicados em Roma, em 1816. Obteve do Papa Pio VII a faculdade de instituir no seminário de cursos de Velletri de filosofia e teologia para conceder o doutorado para os seminaristas, esta disposição foi revogada posteriormente pelo Papa Leão XII. Fez parte da comissão para examinar os atos do Cardeal Jean-Siffrein Maury em 22 de junho de 1815.
Condecorado com a Grã-Cruz da Real Ordem de Santo Estêvão da Hungria pelo Imperador Francisco I da Áustria durante a sua visita a Roma em 1819. Ele ficou doente enquanto oficiava na Basílica de São Pedro, no dia 14 de abril de 1820 e morreu seis dias depois.
Foi velado na igreja de San Marcello, Roma, onde o funeral teve lugar, e enterrado na capela de sua família, na igreja de Santa Maria in Aracoeli.

## Conclaves
- Conclave de 1799-1800 - participou da eleição do Papa Pio VII[2]